# Jardí Botànic de Peradeniya
El Jardí Botànic de Peradeniya és a uns 5,5 km a l'oest de la ciutat de Kandy a la província central de Sri Lanka. El 2016, el jardí va ser visitat per 1,2 milions de locals i 400.000 visitants estrangers. És a prop del riu Mahaweli (el riu més llarg de Sri Lanka). És conegut per la seva col·lecció d'⁣orquídies. El jardí inclou més de 4.000 espècies de plantes, incloses orquídies, espècies, plantes medicinals i palmeres. Adjunt hi ha lHerbari Nacional de Sri Lanka. La superfície total del jardí botànic és 59.000 ha , a 460 metres sobre el nivell del mar, i amb una precipitació anual de 200 dies. És gestionat pel Departament de Jardins Botànics Nacionals.

## Història
Els orígens dels Jardins Botànics es remunten a l'any 1371 quan el rei Wickramabahu III va pujar al tron i va mantenir la cort a Peradeniya, prop del riu Mahaweli. Aquest va ser seguit pel rei Kirti Sri i el rei Rajadhi Rajasinghe.
Després, Alexandar Moon va formar les bases per a un jardí botànic el 1821. Va utilitzar el jardí per a les plantes de cafè i canyella. El Jardí Botànic de Peradeniya es va establir formalment l'any 1843 amb plantes portades del Jardí de Kew, l'illa dels Esclaus, Colombo i el Jardí de Kalutara a Kalutara. El Jardí Botànic Reial de Peradeniya es va fer més independent i es va expandir amb George Gardner com a superintendent el 1844. A la mort de Gardner el 1849, George Henry Kendrick Thwaites el va substituir. Va servir fins que va dimitir el 1879, quan va ser succeït per Henry Trimen, que va servir fins a 1895. El va succeir al seu torn John Christopher Willis, que va exercir de director des de 1898 fins a 1912.
El jardí va quedar sota l'administració del Departament d'Agricultura quan es va establir l'any 1912.

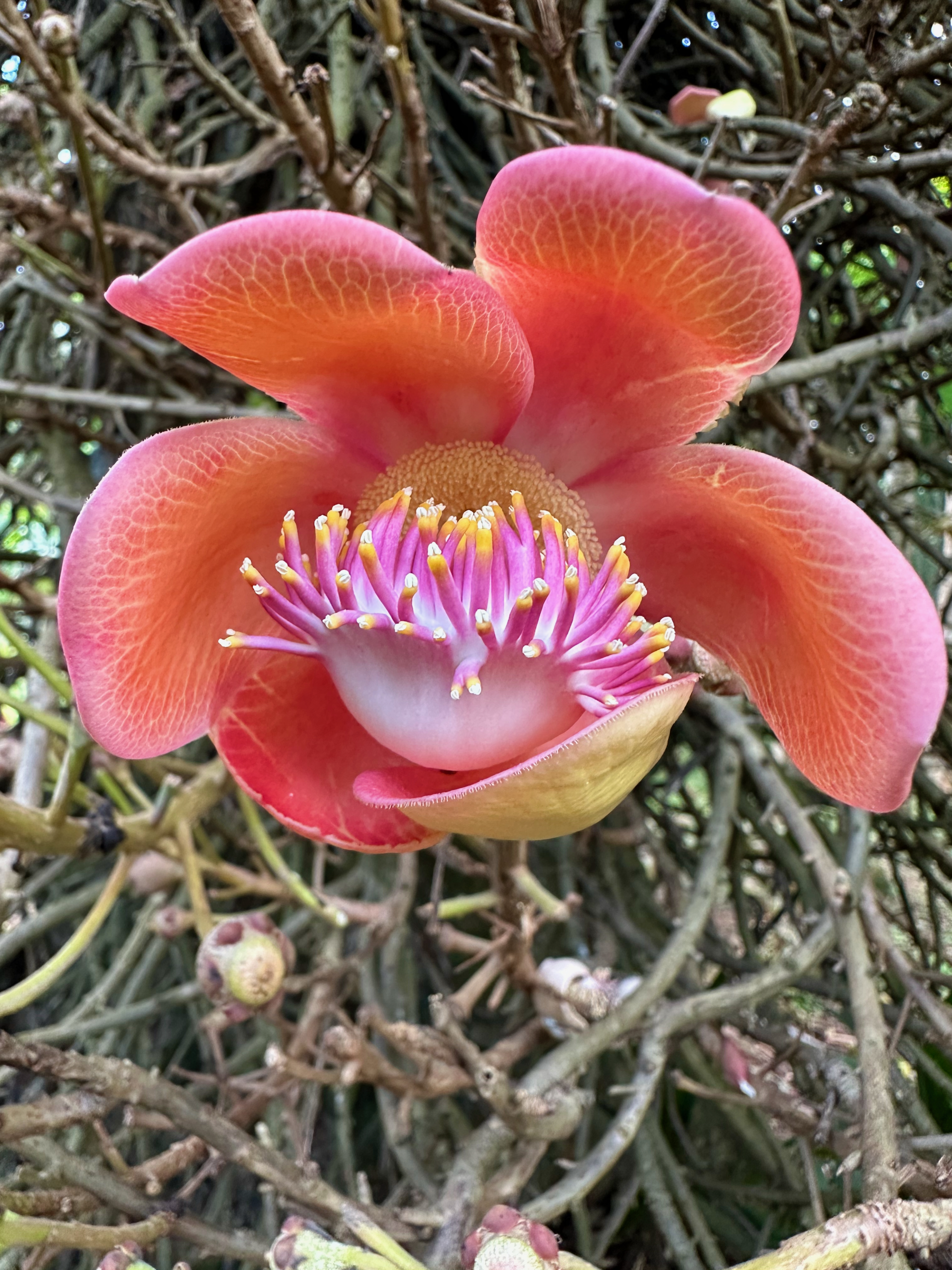
Bala de canó (Couroupita guianensis) al Jardí Botànic de Peradeniya

Hi ha avingudes com la Cook's Pine, la Palmyra Palm, la Double Coconut, la Cabbage Palm i la Royal Palm. Un element amb una història important és l'arbre de la bala de canó plantat pel rei Jordi V del Regne Unit i la reina Maria el 1901. Sovint està carregat de fruites, que es creu que s'assemblen a bales de canó.
Durant la Segona Guerra Mundial, el Jardí Botànic va ser utilitzat per Lord Louis Mountbatten, el comandant suprem de les forces aliades al Sud d'Àsia, com a quarter general del Comandament del Sud-est Asiàtic.
Els jardins es van utilitzar com a ubicació a la pel·lícula de 1957 The Bridge on the River Kwai.

## Flora

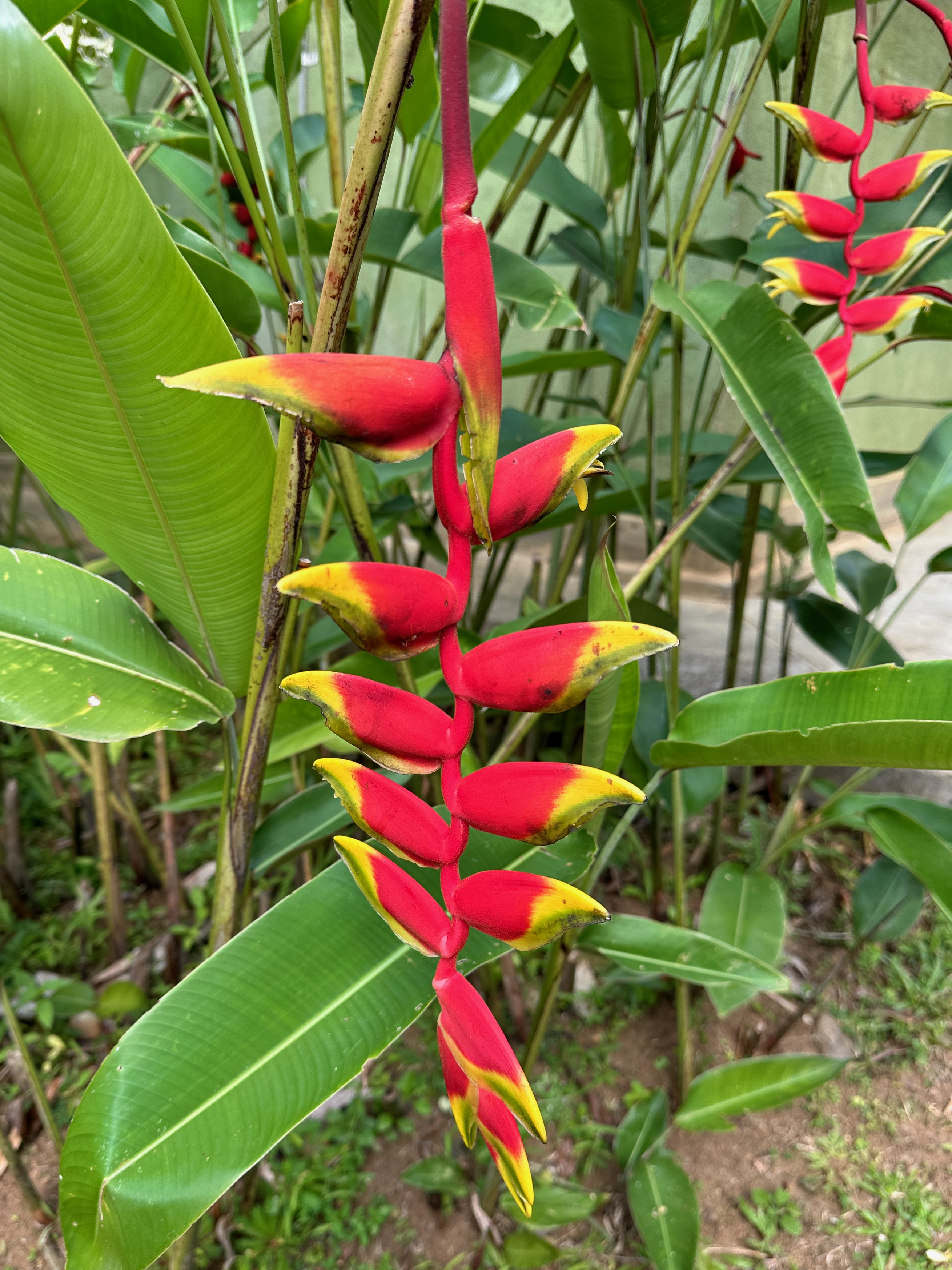
Una Heliconia rostrata al Jardí Botànic de Peradeniya

Llista d'algunes plantes que creixen al Jardí botànic:
- Asplenium nidus
- Bambusa vulgaris
- Borassus flabellifer
- Calophyllum tomentosum
- Cinnamomum zeylanicum
- Coelogyne mayeriana
- Couroupita guianensis
- Cyperus papyrus
- Dendrocalamus giganteus
- Elettaria cardamomum
- Ficus benjamina
- Grammatophyllum speciosum
- Heliconia rostrata
- Jatropha podagrica
- Lodoicea maldivica
- Macrothelypteris torresiana
- Myristica fragrans
- Pimenta dioica
- Pimenta racemosa
- Piper nigrum
- Portulaca grandiflora
- Typhonodorum lindleyanum